# Rendantur

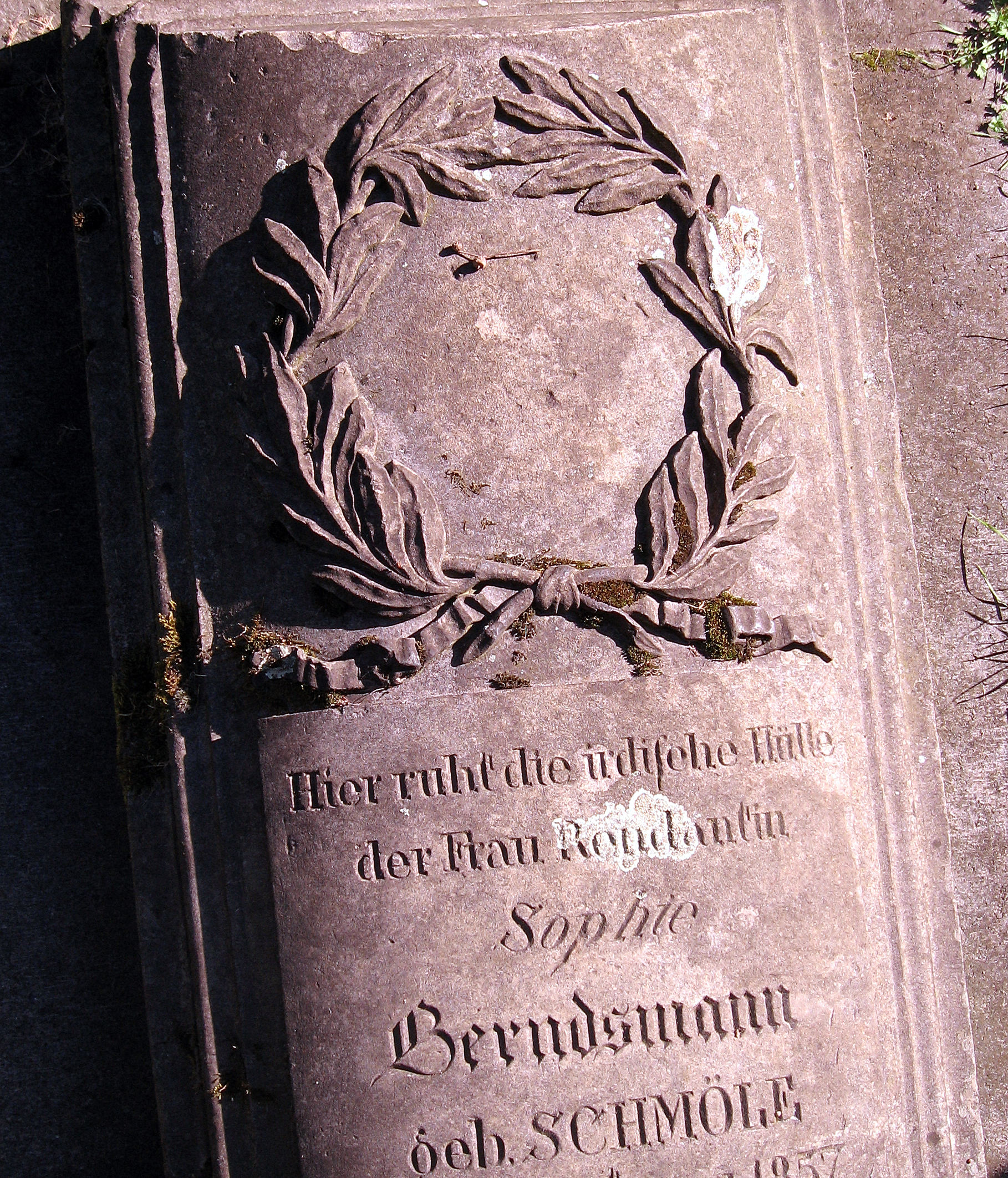
Grab der Rendantin Sophie Berndsmann, Westpark (Dortmund)

Als Rendantur bezeichnet man eine Kassenstelle oder Rechnungsbehörde. Das Wort leitet sich vom französischen Ausdruck rendre compte, „Rechenschaft ablegen“, ab und war im deutschsprachigen Raum lange Zeit im Bereich des gemeindlichen Rechnungswesens gebräuchlich. In der staatlichen Verwaltung ist der Begriff heute veraltet und praktisch nicht mehr anzutreffen, er wird aber in Deutschland noch allgemein für die Finanzverwaltung und Rechnungslegung von Kirchengemeinden sowie einzelnen Vereinen wie der Astronomischen Gesellschaft verwendet.

## Rendantur in der römisch-katholischen Pfarrgemeinde
Der Vorstand einer katholischen Pfarrgemeinde beauftragt mit der Führung der Bücher einen Rendanten (Rechnungsführer, regional auch Kirchenrechner genannt), oftmals einen lokal ansässigen Steuerberater oder Geschäftsmann. Die Kosten werden aus Kirchensteuermitteln getragen. Im Zuge der vor allem durch den Gottesdienstbesucher- und Mitgliederschwund der Kirchen in vielen Bistümern notwendig gewordenen Zusammenlegung von Kirchengemeinden wurden seit den 1970er Jahren auch zentrale Rendanturen geschaffen (zuerst im Bistum Trier im Jahre 1971), die nach Maßgabe der Beschlüsse der einzelnen Kirchenvorstände hauptamtlich die Finanz-, Vermögens- und auch die Personalverwaltung für die einzelnen Kirchengemeinden übernehmen und die Gemeinden und Gemeindeverbände in Angelegenheiten der Verwaltung des kirchlichen Vermögens unterstützen.
Die Kirchensteuer ist der wesentlichste Finanzierungsbeitrag zur Bestreitung der Ausgaben der Kirche in Deutschland. Außerdem zählen zu den kirchlichen Einkünften Miet- und Zinserträge, Pachteinnahmen etc. Mit diesen finanziellen Mitteln werden Bewirtschaftungs- und Unterhaltungskosten für kirchliche Gebäude und Einrichtungen wie Kirchen, Pfarrhäuser, Pfarrheime und Kindergärten bestritten. Die Ausgaben umfassen auch seelsorgerische Aktivitäten der einzelnen Pfarrgemeinden.
Für einen Teil der anfallenden Verwaltungskosten bleiben die einzelnen Pfarrbüros verantwortlich. Personalkosten für Organisten, Küster, Hausmeister, Pfarrsekretärinnen, Kindergartenpersonal, Reinigungskräfte und so weiter stellen in der Regel den größten Ausgabenposten dar.
Neben dem laufenden Haushalt werden über so genannte „außerordentliche Haushalte“ Baumaßnahmen wie Restaurierungen und Instandsetzungen sowie Neu- und Erweiterungsbauten für Kirchen, Pfarrhäuser, Kindergärten und Pfarrheime abgewickelt.
Die Tätigkeit der Rendantur umfasst hierbei neben der Antragsstellung (z. B. zur Beschaffung von Zuschüssen oder der Baugenehmigung für den Bau eines Kindergartens) auch die Beaufsichtigung des Vorhabens, die Aufstellung und Überwachung des Finanzierungsplanes (detaillierte Aufstellung der anfallenden Herstellungs- und Erwerbskosten sowie die zur Finanzierung einzusetzenden Eigen- und Fremdmittel) und die Erstellung der Abrechnung (Rechnungserfassung).
Insbesondere im Kindergartenbereich sind zusätzlich Verwendungsnachweise (Belege) für die einzelnen Zuschussgeber wie Diözese, Land, Landkreis, Städte und Ortsgemeinden zu erstellen. Neben der Kontoführung für die Kirchengemeinden verwaltet eine (Zentral-)Rendantur oftmals auch die Dekanathaushalte sowie die Gelder für die Krankenhausseelsorge.